# El Almiñé
El Almiñé es una Sociedad y una Entidad Local Menor situadas en la provincia de Burgos, comunidad autónoma de Castilla y León (España), comarca de Las Merindades, partido judicial de Villarcayo, ayuntamiento de Merindad de Valdivielso.

## Geografía

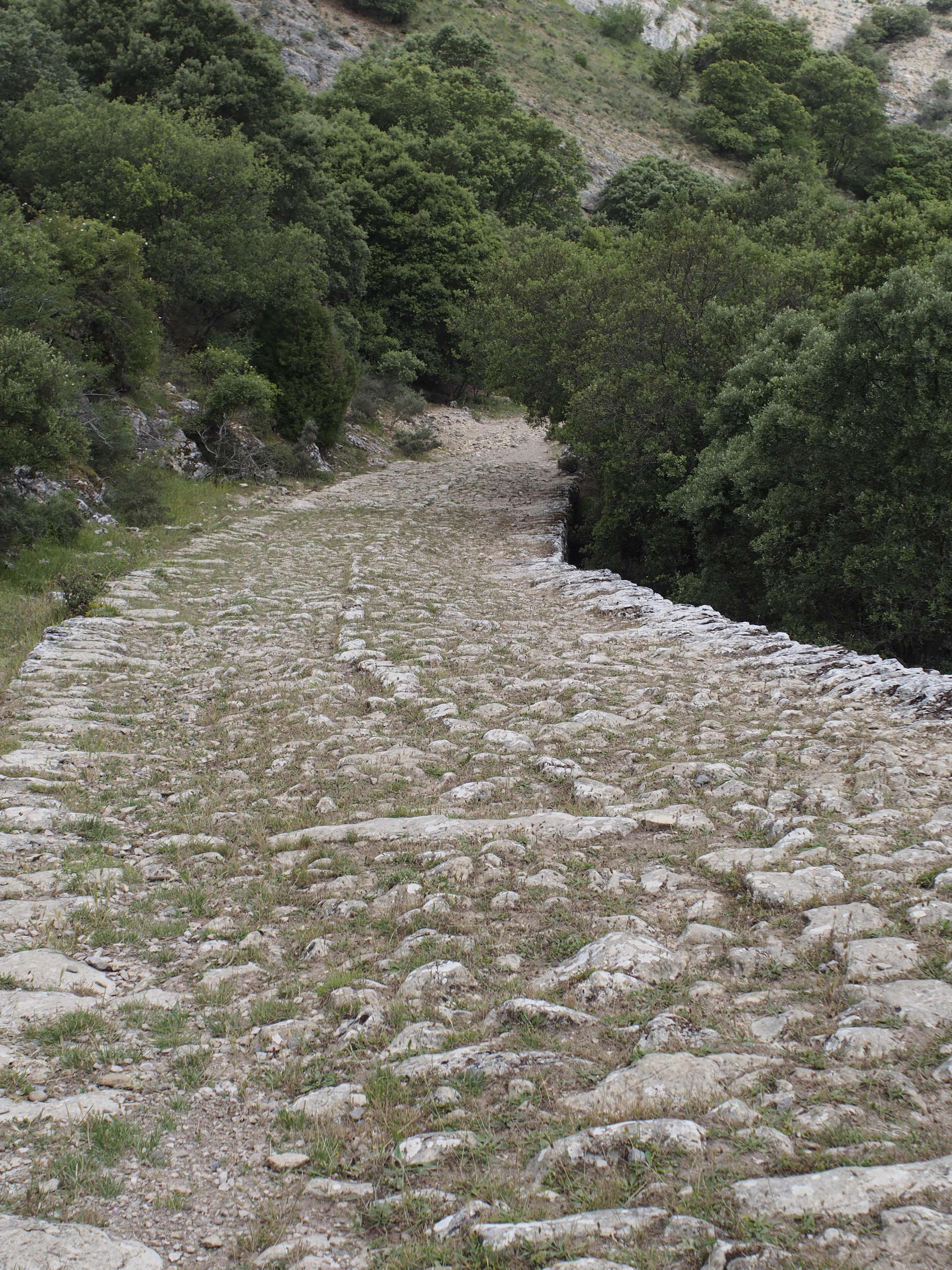
La calzada cercana a El Almiñé que une el páramo situado al sur con el valle de Valdivielso.

Es un pueblo situado en el norte de la provincia de Burgos en la vertiente mediterránea, valle del Ebro, entre la Sierra de la Tesla y el Valle de las Caderechas, y con acceso por la carretera nacional N-232 que comunica Cabañas de Virtus con Oña, en las proximidades de Santa Olalla y Condado.
Los caminos
Por El Almiré pasa una calzada que fue una de las vías utilizada por los arrieros que conducían las mercancías desde Vizcaya y Cantabria a las ciudades castellanas. El empedrado del firme y la consolidación fue obra del siglo XVIII. Existieron en su entorno edificaciones que servían de almacén a la espera de que los arrieros trasladaran las mercancías a través de los páramos de La Lora hasta llegar a la Meseta. Se conocía a esta vía como «camino del pescado» porque era por él por donde llegaban a los mercados de Burgos y Medina de Rioseco los pescados procedentes de los puertos de Laredo y Bilbao transportados por los arrieros de La Bureba.

## Demografía
| Gráfica de evolución demográfica de El Almiñé entre 2000 y 2020                                  |
|                                                                                                  |
| Población de derecho (2000-2010) según los censos de población del INE a 1 de enero de cada año. |

## Historia
Lugar  en el Partido de Arriba uno de los cuatro en que se dividía la Merindad de Valdivielso  en el  Corregimiento de las Merindades de Castilla la Vieja, jurisdicción de realengo con regidor pedáneo.
A la caída del Antiguo Régimen queda agregado al ayuntamiento constitucional de Merindad de Valdivielso, en el partido de Villarcayo perteneciente a la región de  Castilla la Vieja.

## Parroquia

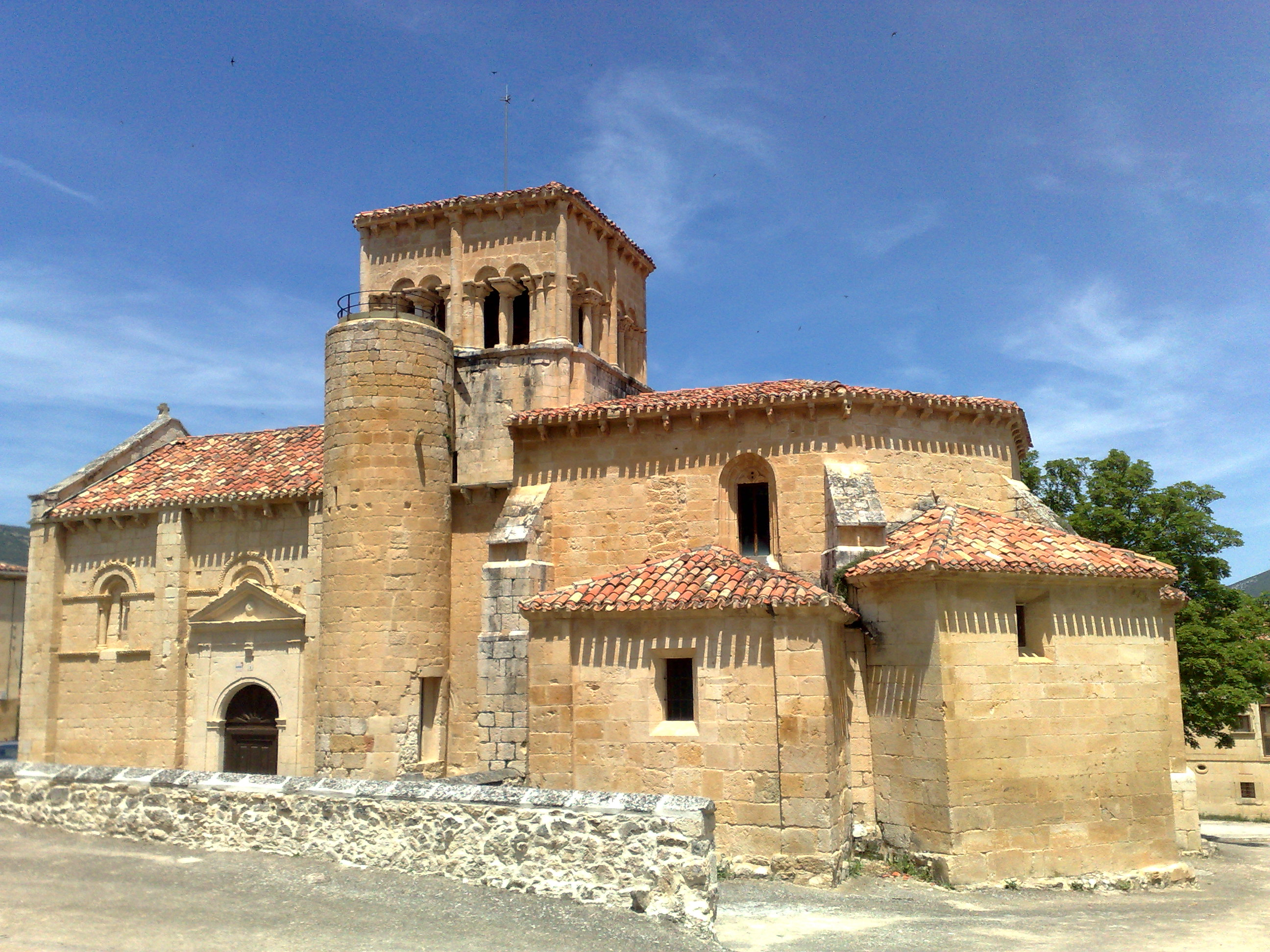
Iglesia románica de San Nicolás de Bari

Iglesia de San Nicolás de Bari, dependiente de la parroquia de Condado en el Arciprestazgo de Merindades de Castilla la Vieja, diócesis de Burgos.
Fue declarada Bien de Interés Cultural en la categoría de Monumento el 16 de marzo de 1983. (R.I.) - 51 - 0004829.

## Personas destacadas
- Felipe Ruiz Puente (1724-1779). Brigadier de la Armada Española, primer administrador militar español en las Islas Malvinas.

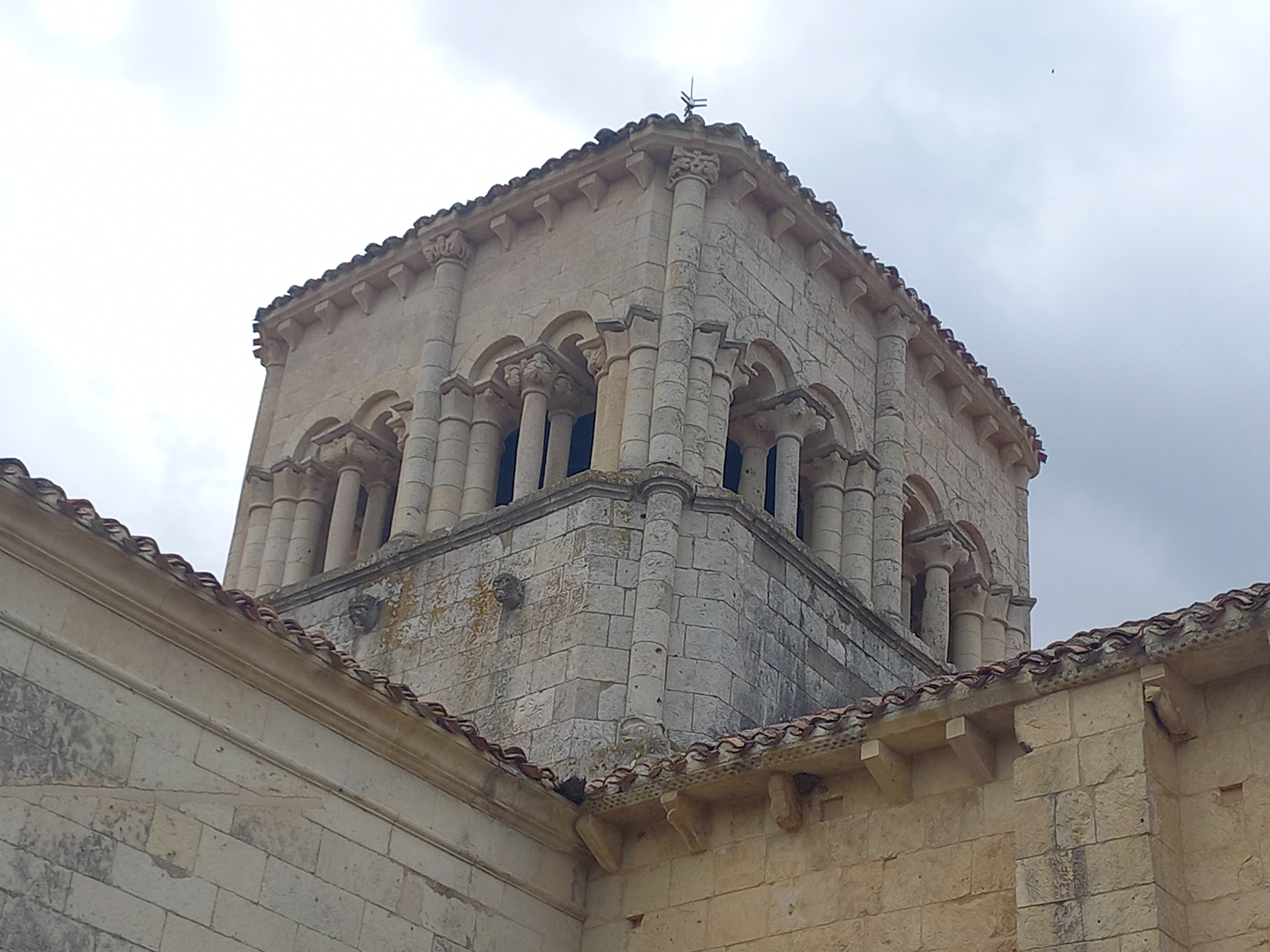
Cimborrio románico de la iglesia de El Almiñé

## Véase también

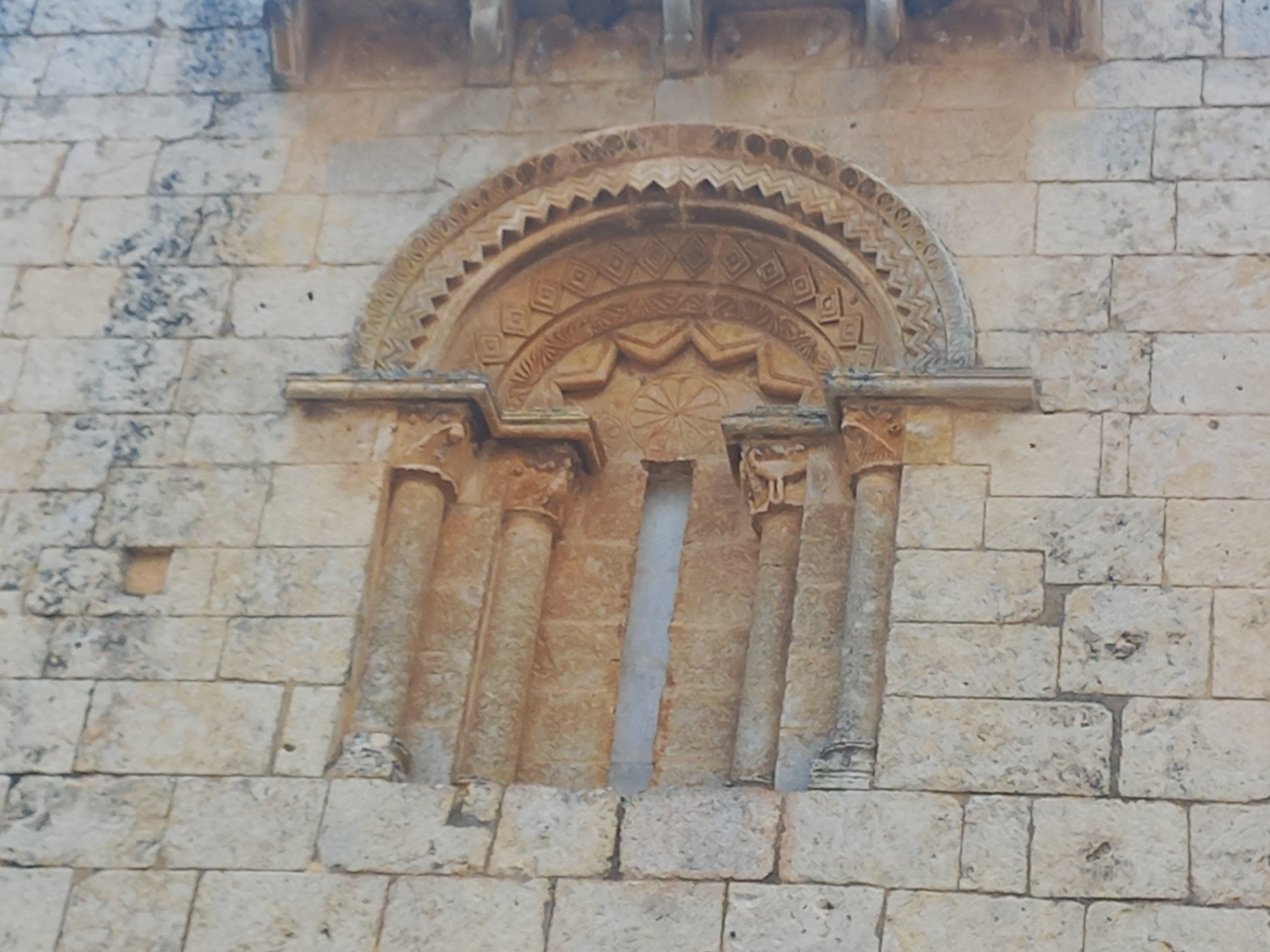
Ventana románica de la cabecera de la iglesia románica de El Almiñé